# Christian Strohdiek

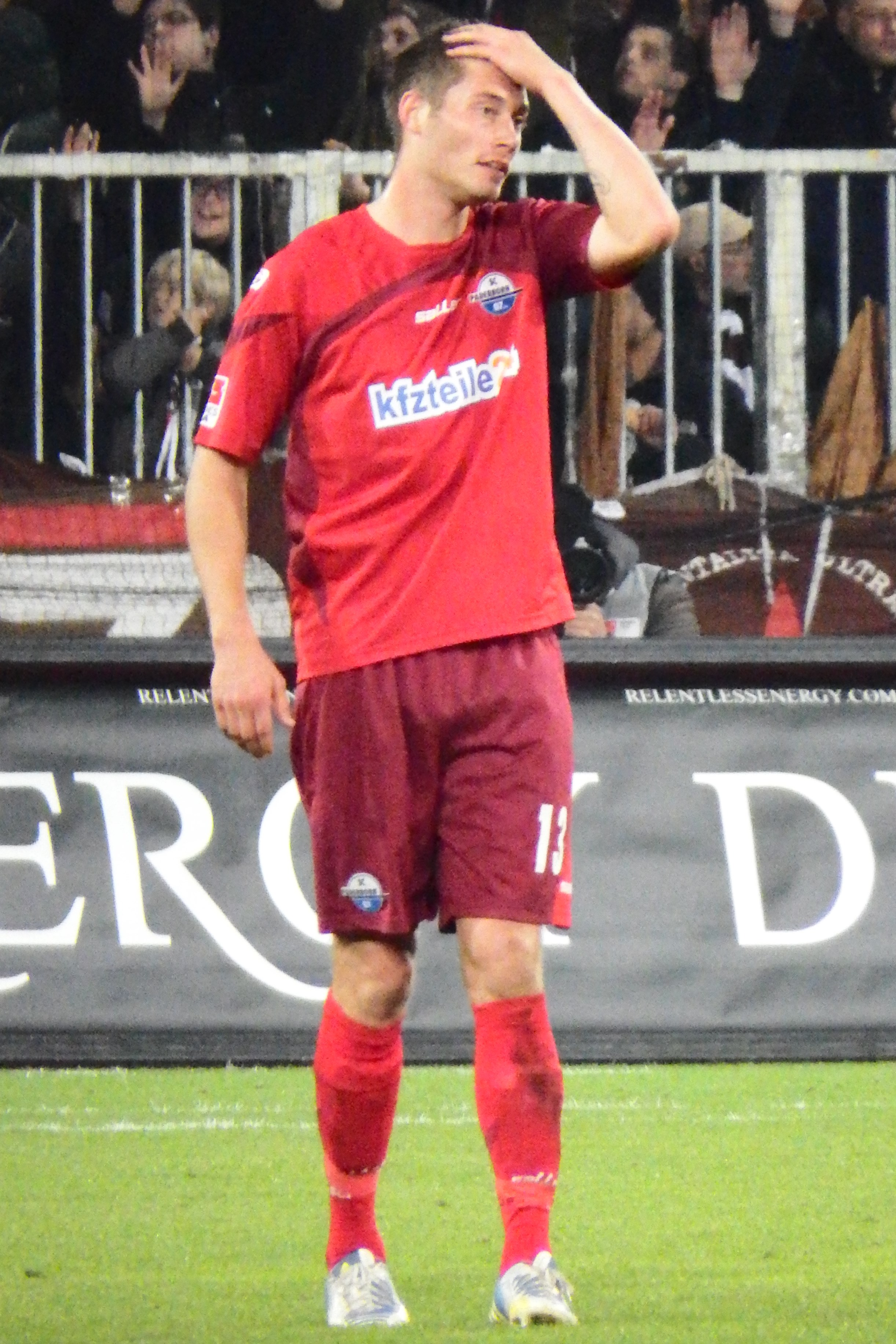
Christian Strohdiek i en match för SC Paderborn (2013)

Christian Strohdiek, född 22 januari 1988 i Paderborn, är en tysk fotbollsspelare som spelar för SC Paderborn 07.

## Karriär

### SC Paderborn
Strohdiek började spela fotboll i TuRa Elsen. Efter att ha gått igenom alla ungdomslag i SC Paderborn 07, undertecknade han ett treårigt proffskontrakt 2007, men användes inte under sin första säsong. Han fick göra sin debut för klubben under säsongen 2008/09 när han byttes in med fem minuter kvar av kvalmatchen till 2. Bundesliga mot VfL Osnabrück. Under förberedelserna för säsongen 2009/10 fick han även spela i vänskapsmatcher mot bland annat Borussia Dortmund. På grund av skadebekymmer på de ordinarie mittbackarna i klubben, användes Strohdiek i ökad utsträckning under 2. Bundesliga säsongen 2009/10 och var regelbundet i startelvan under säsongen 2010/11. Han gjorde sin 2. Bundesliga-debut den 6 november 2009 i en 2–1-seger mot TuS Koblenz. Med ett mål på 27 ligamatcher bidrog han till klubbens första uppflyttning till Bundesliga 2014.

### Fortuna Düsseldorf
Den 12 maj 2015 tillkännagav Fortuna Düsseldorf att de hade värvat Christian Strohdiek; han fick ett treårigt kontrakt. Där spelade han ursprungligen regelbundet i sin roll som mittback. Men han gjorde flera misstag som resulterade i att mål släpptes in; klubben själv var i en nedflyttningskamp under hela säsongen. Som en reaktion på detta förvisade tränare Frank Kramer honom till bänken. Dessutom skrev klubben ett kontrakt med en spelare på samma position – Alexander Madlung. Efter att klubbens tränare Kramer sparkades, fick Strohdiek mer speltid, men under Kramers efterträdare Peter Hermann, Marco Kurz och Friedhelm Funkel kunde Strohdiek inte längre komma bortom rollen som kompletterande spelare. Redan under vinteruppehållet spekulerades det i en återkomst till Paderborn. Under andra halvan av säsongen stod han bara i matchen mot VfL Bochum i startelvan. En match som Fortuna Düsseldorf förlorade med 3–1. Friedhelm Funkel meddelade, efter att laget klarat hålla sig kvar i divisionen, att han inte längre planerade att ha kvar flera spelare – inklusive Strohdiek – trots giltiga kontrakt. Under tiden övervägde Fortuna Düsseldorf att "förvisa" honom till en separat träningsgrupp tillsammans med Karim Haggui, Sercan Sararer, Mike van Duinen och Didier Ya Konan, vilka Funkel inte heller ansågs nödvändiga. 

### Återkomst till Paderborn
Den 21 juni 2016 återvände Strohdiek till SC Paderborn. Försvararen utsågs till lagkapten i klubben under säsongen 2017/18. Våren 2018 blev klubben uppflyttade i 2. Bundesliga och ett år senare till Bundesliga. Vid 1–1 mot RB Leipzig under omgång 30 i Bundesliga säsongen 2019/20, gjorde Strohdiek sitt första Bundesligamål för Paderborn.

## Meriter
- Uppflyttning 2. Bundesliga 2009 och 2018 (med SC Paderborn)
- Uppflyttning Bundesliga 2014 och 2019 (med SC Paderborn)